# 鴻臚館 (伊丹市)
鴻臚館（こうろかん）は、兵庫県伊丹市の緑ケ丘公園内にある公館。その名称は、古代日本の同名の外交施設に由来する。

## 概要
伊丹市緑ケ丘の緑ケ丘公園内にある文化施設。入母屋造の数寄屋風建物で、瓦と銅板葺きの木造平屋建。書院や茶室がある。敷地面積2000平方メートル、延床面積176平方メートル。昭和59年（1984年）9月に開設。鴻臚館の名は古代の鴻臚館に由来する。設計は伊丹市在住の建築家　澤良雄（さわよしお　1945年1月12日-2012年1月31日）。
日本建築の伝統・技術の保存ならびに継承を目的に、そして市の公館として市民文化の高揚や国際交流などへの利用を目的に設けられる。技能功労者として伊丹市から表彰された市内在住の大工・左官・建具師の技術が生かされている。
茶室「梅里庵」では有料にてお茶会接待を受けることが可能。茶室前の蹲踞は水琴窟となっている。また立札（りゅうれい）では椅子式喫茶を行える。
館内から眺める石組庭園は緑ケ丘公園の池や樹林と調和するよう設計。中国風庭園建造物の「賞月亭」があり、これは中国仏山市との友好都市締結5周年を記念して1990年に寄贈されたもの。
春には緑ケ丘公園の梅の花が咲き、観梅茶会が催される。

## 利用情報
- 所在地 - 伊丹市緑ケ丘1丁目90番地（緑ケ丘公園内）
- 開館日 - 1月4日～12月28日　毎週火・木・土・日曜日
- 開館時間 - 10時～12時、13時～15時
- 備考 - 年に2回、有料にて茶会接待を受けられる

## 交通
- JR伊丹駅および阪急伊丹駅から伊丹市営バス1番のりば「鶴田団地行」「荻野西口行」「荻野南行」にて、「瑞穂小学校前」バス停下車
- 阪急バス「西宮北口行」「石橋行」にて、「体育館・市民プール前」バス停下車

## 周辺
- 瑞ヶ池公園
- 昆陽池公園